# Stanton by Bridge
Stanton by Bridge – wieś w Anglii, w hrabstwie Derbyshire, w dystrykcie South Derbyshire. Leży 10 km na południe od miasta Derby i 174 km na północny zachód od Londynu.